# إدوين مايرز (منافس ألعاب قوى)
إدوين مايرز (بالإنجليزية: Edwin Myers)‏ هو منافس ألعاب قوى أمريكي، ولد في 18 ديسمبر 1896 في هينديل في الولايات المتحدة، وتوفي في 31 أغسطس 1978 في إيفانستون في الولايات المتحدة.

## وصلات خارجية
- إدوين مايرز على موقع أوليمبيديا (الإنجليزية)